# Fekete Lobogó

A Fekete Lobogó

Az Iszlám Állam zászlaja arab felirattal

A Fekete Lobogó  (راية السوداء rāyat al-sawdā' , vagy راية العقاب rāyat al-`uqāb "a sas zászlaja" vagy egyszerűen الراية al-rāya "a zászló") egy Mohamed próféta zászlói közül a Hadísz hagyomány szerint. A történelem során Abú Muszlim használta felkelése során, amely az Abbászida forradalomhoz vezetett 747-ben, ezért az Abbászida Kalifátushoz kötik. Az iszlám eszkatológiának is szimbóluma (a Mahdí eljövetelét hirdeti) és az 1990-es évek vége óta használják a jelenkori iszlamizmusban és dzsihadizmusban.

## Külső hivatkozások
- Collection of imagery of black flags used in Islamic extremism
- The Black Flag (al-raya) at The Islamic Imagery Project, The Combating Terrorism Center at West Point
- The Semiotics of a Black Flag (makingsenseofjihad.com)
- Usama Hasan, The Black Flags of Khurasan (unity1.wordpress.com)
- Muslim extremist rally disrupting Remembrance Day in London (November 2010)